# Живинє
Живинє (мак. Живиње) — село у Північній Македонії, входить до складу общини Куманово Північно-Східного регіону.
Населення — 46 осіб (перепис 2002).